# Liste der Kreisstraßen in Halle (Saale)
Die Liste der Kreisstraßen in Halle (Saale) ist eine Auflistung der Kreisstraßen in der kreisfreien Stadt Halle (Saale), Sachsen-Anhalt. Die Gesamtlänge aller Kreisstraßen betrug am 1. Januar 2012 insgesamt 13 km.

## Abkürzungen
- K: Kreisstraße
- L: Landesstraße

## Liste
Die Kreisstraßen werden landesweit durchnummeriert und behalten die ihnen zugewiesene Nummer bei einem Wechsel in einen anderen Landkreis oder in eine kreisfreie Stadt innerhalb von Sachsen-Anhalt. Nicht vorhandene bzw. nicht nachgewiesene Kreisstraßen werden in Kursivdruck gekennzeichnet, ebenso Straßen und Straßenabschnitte, die unabhängig vom Grund (Herabstufung zu einer Gemeindestraße oder Höherstufung) keine Kreisstraßen mehr sind.
| Nr.    | Verlauf |
| ------ | --- |
| K 2114 | L 141 – Straße nach Obermaschwitz – Stadtgrenze – (K 2114 im Saalekreis)                                                     |
| K 2127 | (K 2127 im Saalekreis) – Stadtgrenze – Schiepziger Straße – Nordstraße – Brandbergweg – Heideallee – Gimritzer Damm – /L 159 |
| K 2131 | (K 2131 im Saalekreis) – Stadtgrenze – Lieskauer Straße – L 159                                                              |
| K 2144 | L 167 – Dölbauer Straße – Stadtgrenze – (K 2144 im Saalekreis)                                                               |
| K 2145 | – Alte Schmiede – Zum Planetarium – Schkeuditzer Straße – Stadtgrenze – (K 2145 im Saalekreis)                               |
| K 2147 | Teutschenthaler Landstraße – Stadtgrenze – (K 2147 im Saalekreis)                                                            |
| K 2151 | Eierweg – Stadtgrenze – (K 2151 im Saalekreis)                                                                               |